# 토이저러스

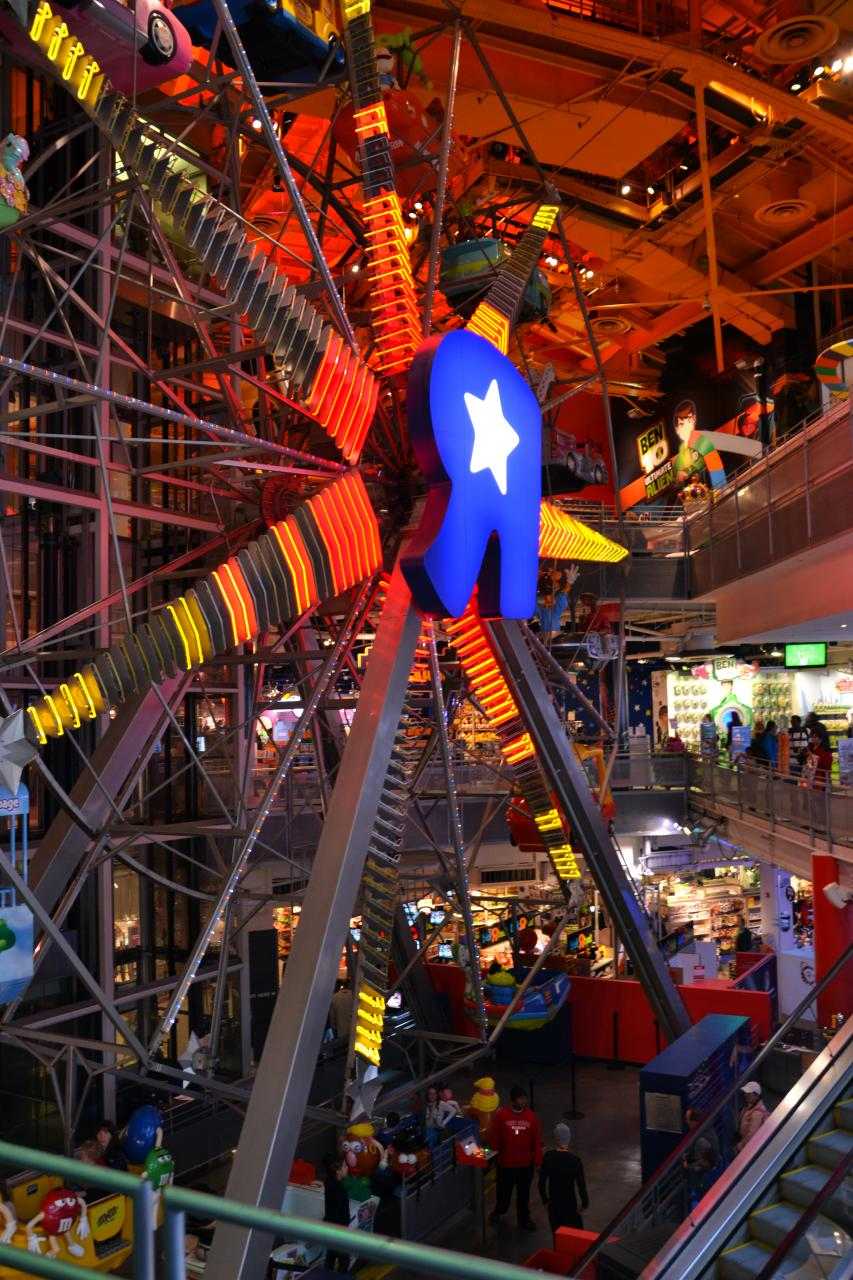
2011년, 토이저러스 뉴욕 플래그십 스토어 내부

토이저러스 또는 토이스 알 어스 주식회사(영어: Toys "R" Us, Inc.)는 미국의 트루키즈(Tru Kids) 주식회사가 소유한 세계적인 장난감 체인점이다. 1948년에 설립되었으며, 1948년 4월 현재 본사가 위치한 뉴저지주 파시파니-트로이 힐스에 첫 번째 매장이 생겼다.

## 역사
1948년 미국 워싱턴 D.C.에서 찰스 P. 라저러스에 의해 첫 번째 토이스 알 어스가 생겼다. 라 저러스는 10년 후 영어로 장난감을 뜻하는 'Toy'와 자신의 이름 'La Zarus'을 합하여 그의 두 번째 가게인 'ToysRus'를 만들었다. 그는 가게의 주요 소비층의 원인인 아이들의 시선을 끌기 위해서 가게이름을 'ToysRus'에서 알파벳'R'을 거꾸로 하여 Toys " Us로 바꾸었다.
토이스 알 어스는 2017년 9월 18일 파산 보호를 신청했다.

## 매장
2018년 8월 기준으로, 전 세계의 807개의 매장이다. 대한민국에서는 2007년 12월 라이선스 계약을 통해 롯데쇼핑이 한국 토이스 알 어스를 설립하여 전국의 롯데마트에서 운영중이다.
| - 일본: 161 - 중화인민공화국: 100 - 대한민국: 35 (롯데마트) - 말레이시아: 34 - 필리핀: 27 - 이스라엘: 26 - 중화민국: 20 - 홍콩: 15 - 사우디아라비아: 11 - 태국: 25 - 싱가포르: 8 - 아랍에미리트: 9 - 마카오: 2 - 쿠웨이트: 2 - 인도 : 2 - 바레인: 1 - 브루나이: 1 - 오만: 1 - 카타르: 1 | - 스페인: 48 - 프랑스: 48 - 폴란드: 11 - 포르투갈: 11 - 아이슬란드: 3 - 남아프리카 공화국: 67 - 이집트: 4 - 나미비아: 1 - 잠비아: 1 - 캐나다: 82 |  |

### 폐쇄된 매장
| - 미국 - 50개 주와 워싱턴 D.C.: 735 (2018년 6월 29일 모두 폐쇄) - 푸에르토리코: 4 (2018년 6월 29일 모두 폐쇄) - 괌 : 1 (2018년 6월 27일 폐쇄) - 영국: 100 (2018년 4월 24일 모두 폐쇄) - 오스트레일리아: 45 (2018년 8월 5일 모두 폐쇄) | - 독일: 66 (2018년 4월 23일 모두 폐쇄) - 오스트리아: 15 (2018년 4월 23일 모두 폐쇄) - 스위스: 10 (2018년 4월 23일 모두 폐쇄) - 스웨덴: 23 - 덴마크: 19 - 노르웨이: 19 - 핀란드: 8 - 네덜란드: 1 |  |

## 같이 보기
- 장난감
- 장난감 가게